# Olaf Simons

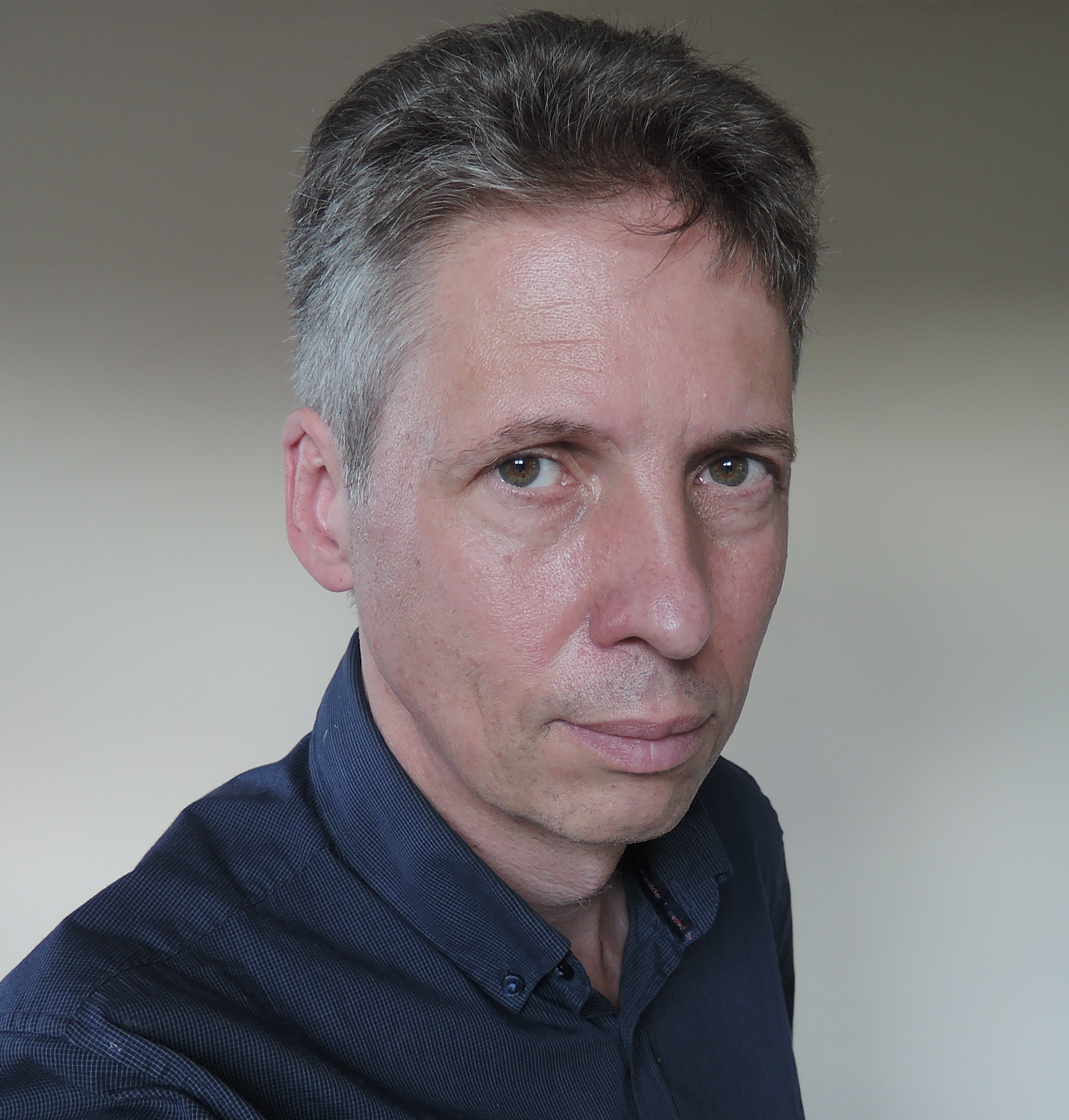
Olaf Simons (2015)

Olaf Simons (* 8. Dezember 1961 in Neumünster) ist ein deutscher Historiker.

## Leben
Olaf Simons studierte nach Schulzeit in Neumünster, Köln und München in den 1980er Jahren Germanistik, Anglistik und Philosophie an der LMU München und der University of Kent at Canterbury. Studienschwerpunkte lagen in der Mediävistik, Literatur des 18. Jahrhunderts und in moderner Literaturtheorie. Seine von Reinhard Wittmann betreute Dissertation zum deutschen und englischen Romanangebot des frühen 18. Jahrhunderts erschien 2001 mit der These, dass die Lücke, die deutsche Literaturgeschichten zwischen 1690 und 1730 aufweisen, vor allem ein Phänomen der ab den 1730er Jahren einsetzenden heutigen Literaturgeschichtsschreibung sei, die zu einer kritischen Reform des Konsums internationaler Belles lettres anhob.
Von 1999 bis 2002 war Simons Wissenschaftlicher Mitarbeiter der von Saul Friedländer, Trutz Rendtorff, Reinhard Wittmann und Norbert Frei geleiteten Unabhängigen Kommission zur Erforschung der Geschichte des Hauses Bertelsmann im Dritten Reich. Er war hier gemeinsam mit Hans-Eugen Bühler mit den wirtschaftsgeschichtlichen Kapiteln des Unternehmens befasst.
Von 2006 bis 2009 unterrichtete Simons am Institut für Anglistik und Amerikanistik der Universität Oldenburg. 2010 wechselte er mit einem (nicht abgeschlossenen) Habilitationsprojekt zur Geschichte des Austauschs über Literatur an das von Martin Mulsow geleitete Forschungszentrum Gotha der Universität Erfurt. Von 2013 bis 2016 war er hier gemeinsam mit Markus Meumann wissenschaftlicher Mitarbeiter im DFG-Projekt Illuminatenaufsätze im Kontext der Spätaufklärung.
Die MediaWiki-Installation der damaligen Gothaer Illuminatenforschung, wurde 2018 der Nucleus der FactGrid Wikibase-Datenbank, die Simons ab 2017 am Forschungszentrum Gotha in einer Kooperation mit Wikimedia Deutschland mit dem Ziel aufbaute, internationaler Geschichtswissenschaft eine von Forschung organisierte Wikibase-Instanz zur Verfügung zu stellen. 2023 wechselte er – das FactGrid wurde selben Jahres Ressource im Spektrum der Nationalen Forschungsdateninfrastruktur – in Katrin Moellers Team der NFDI4Memory „Task Area 2: Data Connectivity“ an das Historische Datenzentrum Sachsen-Anhalt der Martin-Luther-Universität Halle-Wittenberg.
Simons war ab 2004 Autor und von 2006 bis 2016 Admin der deutschsprachigen Wikipedia und hier nach dem DDR-URV-Skandal des Jahres 2005 maßgeblich am Aufbau von Redaktionsstrukturen beteiligt.

## Veröffentlichungen (Auswahl)
- Marteaus Europa oder Der Roman, bevor er Literatur wurde (Amsterdam / Atlanta: Rodopi, 2001), ISBN 90-420-1226-9.
- Norbert Frei, Saul Friedländer, Trutz Rendtorff, Reinhard Wittmann: Bertelsmann im Dritten Reich. Bertelsmann, München 2002, ISBN 3-570-00713-8 (Einleitung (PDF; 50 kB) und Schluss (PDF; 58 kB) online). (Siehe die letzte Seite darin mit den Autorschaftszuweisungen).
- Hans-Eugen Bühler, Olaf Simons: Die blendenden Geschäfte des Matthias Lackas. Korruptionsermittlungen in der Verlagswelt des Dritten Reichs. Pierre Marteau, Köln 2004, ISBN 3-00-013343-7.
- „Von der Respublica Literaria zum Literaturstaat. Überlegungen zur Konstitution des Literarischen“ in: Aufklärung. Interdisziplinäres Jahrbuch zur Erforschung des 18. Jahrhunderts, Bd. 26. Jg. 2014 (Hamburg: Felix Meiner, 2015).
- Ein General als religiöser Projektierer. Der Fall Langallerie, in: Martin Mulsow (ed.), Kriminelle – Freidenker – Alchemisten. Räume des Untergrunds in der Frühen Neuzeit (Köln / Weimar / Wien, 2014), S. 235–263.
- mit Markus Meumann: ‚Mein Amt ist geheime gewissens Correspondenz.’ Bode als ‚Unbekannter Oberer.’ des Illuminatenordens in: Cord-Friedrich Berghahn / Gerd Biegel / Till Kinzel (eds.), Johann Joachim Christoph Bode: Studien zu Leben und Werk [= Germanisch Romanische Monatsschrift / Beihefte, Band 83] (Heidelberg, 2017), S. 435–504.
- mit Markus Meumann (Hgg.), Aufsatzpraktiken im 18. Jahrhundert [= Aufklärung. Interdisziplinäres Jahrbuch, Bd. 28, 2016] (Hamburg, 2017).

## Internetprojekte
- The Marteau Early 18th-Century Currency Converter, [gemeinsam mit Matthias Böhne entwickelte proof of concept Installation des Jahres 2004, die zwischen nicht-dezimalen Währungen des 18. Jahrhunderts Konversionen durchführt]
- FactGrid. A Database for historians [an der ThULB Jena gehostete Wikibase-Instanz für Forschungsdaten aus dem Bereich der Geschichtswissenschaften]